# یوگسلاوی
یوگسلاوی (به صربی‌کرواتی: Југославија، تلفظ: یوگُسْلاویا، به معنی: سرزمین مردم اسلاو جنوب)، نام سه موجودیت سیاسی بود که در بخش عمده سده بیستم میلادی به‌صورت پی‌درپی در جنوب شرقی اروپا و اروپای مرکزی وجود داشتند. این ۳ کشور، پادشاهی یوگسلاوی، جمهوری فدرال سوسیالیستی یوگسلاوی و جمهوری فدرال یوگسلاوی بودند. واژهٔ یوگسلاوی از دو بخش یوگ (jug به معنی جنوب) و اسلاوی (slaveni، اشاره به مردم اسلاو جنوبی) تشکیل شده است.
یوگسلاوی پس از جنگ جهانی اول در سال ۱۹۱۸، با ادغام دولت اسلوونی، کرواسی و صربستان (که پیش از این بخشی از مناطق امپراتوری اتریش - مجارستان بودند) با پادشاهی صربستان، اولین اتحادیه مردم اسلاو جنوبی، پس از قرن‌ها که این منطقه به‌دست عثمانی‌ها و سپس اتریش - مجارستان بود، با نام پادشاهی، صربستان، کرواسی و اسلوونی اعلام موجودیت کرد. پتر یکم نخستین شاه این کشور جدید بود. این پادشاهی در ۱۳ ژوئیه ۱۹۲۲ در اجلاس سفیران متفقین در پاریس به رسمیت شناخته شد. نام رسمی این کشور در ۱۳ اکتبر ۱۹۲۹ به پادشاهی یوگسلاوی تغییر یافت.
با شروع جنگ جهانی دوم، یوگسلاوی در ۶ آوریل ۱۹۴۱ مورد حمله نیروهای محور قرار گرفت. در سال ۱۹۴۳، جمهوری فدرال دموکرات یوگسلاوی توسط جنبش مقاومت پارتیزان‌های یوگسلاو اعلام موجودیت کرد. در سال ۱۹۴۴ پادشاه پتر دوم، که در آن زمان در تبعید به سر می‌برد، آن را به عنوان یک دولت قانونی به رسمیت شناخت. متعاقباً سلطنت در نوامبر ۱۹۴۵ منسوخ شد. هنگامی که یک دولت کمونیست تأسیس شد، نام کشور در سال ۱۹۴۶ به جمهوری فدرال سوسیالیستی یوگسلاوی تغییر نام داد. این کشور مناطق استریا، ریجکا و زادار را از چنگ ایتالیا درآورد. یوسپ بروز تیتو، رهبر پارتیزان، یوگسلاوی را از سال ۱۹۵۳ تا زمان مرگش در ۱۹۸۰، به عنوان رئیس‌جمهور، اداره کرد. در سال ۱۹۶۳، این جمهوری دوباره به جمهوری فدرال سوسیالیستی یوگسلاوی (SFRY) تغییر نام داد.
شش جمهوری که جمهوری فدرال سوسیالیستی یوگسلاوی را تشکیل داده بودند عبارتند بودند از: جمهوری سوسیالیستی بوسنی و هرزگوین، جمهوری سوسیالیستی کرواسی، جمهوری سوسیالیستی مقدونیه، جمهوری سوسیالیستی مونته‌نگرو، جمهوری سوسیالیستی صربستان و جمهوری سوسیالیستی اسلوونی. صربستان شامل دو استان خودمختار سوسیالیستی به نام وویوودینا و کوزوو بود که پس از سال ۱۹۷۴، تا حد زیادی با دیگر اعضای فدراسیون برابر بودند. پس از بحران سیاسی و اقتصادی در دهه ۱۹۸۰ و ظهور ملی‌گرایی صربی، یوگسلاوی در امتداد مرزهای جمهوری‌های خود تجزیه و در ابتدا به پنج کشور تقسیم شد که باعث شروع جنگ‌های یوگسلاو شد. از سال ۱۹۹۳ تا سال ۲۰۱۷، دادگاه بین‌المللی کیفری یوگسلاوی سابق رهبران نظامی و سیاسی یوگسلاوی سابق را به جرم جنایات جنگی، نسل‌کشی، و سایر جنایت‌های مرتکب شده در طی این جنگها، محاکمه کرد.
پس از فروپاشی، جمهوری‌های صربستان و مونته‌نگرو با یکدیگر یک دولت فدرال کوچک، که به‌طور رسمی تا سال ۲۰۰۳ به عنوان جمهوری فدرال یوگسلاوی (FRY) شناخته می‌شد، تشکیل دادند. این دولت خواستار آن بود که به عنوان تنها جانشین قانونی جمهوری فدرال سوسیالیستی یوگسلاوی شناخته شود، اما دیگر جمهوری‌های سابق با این خواسته مخالفت کردند. سرانجام، این دولت نظر کمیسیون داوری کنفرانس صلح یوگسلاوی را دربارهٔ جانشینی مشترک را پذیرفت و در سال ۲۰۰۳ نام رسمی آن به صربستان و مونته‌نگرو تغییر یافت. این کشور در سال ۲۰۰۶، هنگامی که هردو کشور مستقل شدند، منحل شد. کوزوو نیز در سال ۲۰۰۸ اعلام استقلال کرد و از صربستان جدا شد.

## زمینه
مفهوم یوگسلاوی به عنوان یک کشور واحد برای همه مردمان اسلاوی جنوبی، در اواخر قرن هفدهم پدیدار شد و از طریق جنبش ایلیری در قرن نوزدهم به شهرت رسید. این نام با ترکیب کلمات اسلاوی "jug" (جنوب) و "slaveni" (اسلاوها) ایجاد شده است. یوگسلاوی نتیجه اعلامیه کورفو، به عنوان یک پروژه مشترک از روشن‌فکران اسلوونی، کروات و پارلمان سلطنتی صربستان در تبعید و خاندان سلطنتی صربستان کارادوردوی، که پس از بنیانگذاری دولت به خاندان سلطنتی یوگسلاوی تبدیل شدند، بود.

## پادشاهی یوگسلاوی
نخستین کشور که به نام یوگسلاوی خوانده شد، پادشاهی یوگسلاوی بود که تا پیش از ۳ اکتبر ۱۹۲۹ با نام پادشاهی صربستان، کرواسی و اسلوونی شناخته می‌شد. این کشور پس از جنگ جهانی اول و در ۱ دسامبر ۱۹۱۸ با اتحاد جمهوری اسلوونی، کرواسی و صربستان و پادشاهی صربستان تشکیل شد. جمهوری اسلوونی، کرواسی و صربستان از سرزمین‌های پیشین امپراتوری اتریش-مجارستان بود، ولی پادشاهی صربستان کشوری از قبل مستقل بود. در آن زمان معمولاً از این کشور با نام ایالت ورسای یاد می‌شد. بعداً در سال ۱۹۲۹، دولت نام این کشور را به یوگسلاوی تغییر داد که برای اولین بار از نام یوگسلاوی استفاده شد.

### شاه الکساندر
در ۲۰ ژوئن ۱۹۲۸، معاون صرب پونیشا راشیچ در مجلس شورای ملی به پنج عضو حزب اپوزیسیون دهقانان کرواسی تیراندازی کرد و در نتیجه دو نماینده در دم و رهبر آن استیپان رادیچ چند هفته بعد بر اثر جراحت مرد. در ۶ ژانویه ۱۹۲۹، شاه الکساندر اول از شر قانون اساسی خلاص شد، احزاب سیاسی ملی را ممنوع کرد و قدرت اجرایی را به دست گرفت و نام کشور را به یوگسلاوی تغییر داد. او امیدوار بود که بتواند تمایلات جدایی طلبانه را مهار کرده و احساسات ملی گرایانه را کاهش دهد. وی قانون اساسی جدیدی وضع کرد و از دیکتاتوری خود در سال ۱۹۳۱ انصراف داد. با این حال، سیاست‌های اسکندر بعداً با مخالفت سایر قدرت‌های اروپایی ناشی از تحولات ایتالیا و آلمان، جایی که فاشیست‌ها و نازی‌ها به قدرت رسیدند، و اتحاد جماهیر شوروی، که جوزف استالین حاکم مطلق آن شد، مواجه گردید. هیچ‌یک از این سه رژیم از سیاست دنبال شده توسط الکساندر اول طرفداری نمی‌کردند. در حقیقت، ایتالیا و آلمان می‌خواستند در معاهدات بین‌المللی امضا شده پس از جنگ جهانی اول تجدید نظر کنند و شوروی مصمم بود که موقعیت‌های خود را در اروپا بازیابد و سیاست بین‌المللی فعال تری را دنبال کنند.
الکساندر سعی در ایجاد یوگسلاوی متمرکز داشت. وی تصمیم گرفت مناطق تاریخی یوگسلاوی را از بین ببرد و مرزهای داخلی جدیدی برای استانها یا بانوویناها ترسیم شد. بانوویناها به نام رودخانه‌ها نامگذاری شد. بسیاری از سیاستمداران زندانی شدند یا تحت نظارت پلیس قرار گرفتند. تأثیر دیکتاتوری الکساندر بیگانگی بیشتر غیر صرب‌ها از ایده وحدت بود. در زمان سلطنت وی پرچم ملت‌های یوگسلاوی ممنوع اعلام شد. عقاید کمونیستی نیز ممنوع شد.
پادشاه در یک سفر رسمی به فرانسه در سال ۱۹۳۴ توسط ولادو چرنوزمسکی، تیرانداز باتجربه از سازمان انقلابی داخلی مقدونیه ایوان میهایلوف با همکاری اوستاشه، یک سازمان انقلابی فاشیست کروات، در مارسی ترور شد. پس از او فرزند یازده ساله اش پتر دوم و یک شورای پادشاهی به ریاست پسرعمویش، شاهزاده پل، جانشینش می‌شوند.

### ۱۹۳۴–۱۹۴۱
صحنه سیاسی بین‌المللی در اواخر دهه ۱۹۳۰ با عدم تحمل بین شخصیتهای اصلی، با برخورد تهاجمی رژیمهای توتالیتر و با اطمینان به اینکه نظمی که پس از جنگ جهانی اول ایجاد شد شکست می‌خورد و سنگرهایش را از دست می‌دهد و حامیان آن هم قدرت خود را از دست می‌دهند، مشخص شد. با حمایت و فشار ایتالیای فاشیست و آلمان نازی، ولادکو ماسک، رهبر کرواتها، و حزبش موفق به ایجاد بانووینا کرواسی (منطقه خودمختار با خودگردانی داخلی قابل توجه) در سال ۱۹۳۹ شدند. توافق‌نامه مشخص کرد که کرواسی باید بخشی از یوگسلاوی باقی بماند، اما با عجله در حال ایجاد یک هویت سیاسی مستقل در روابط بین‌الملل بود. قرار بود کل پادشاهی فدرالی شود اما جنگ جهانی دوم تحقق آن برنامه‌ها را متوقف کرد.
شاهزاده پل تحت فشار فاشیست‌ها تسلیم شد و در ۲۵ مارس ۱۹۴۱ پیمان سه جانبه را در وین امضا کرد، به این امید که یوگسلاوی را از جنگ دور نگه دارد. اما این به قیمت از دست دادن حمایت مردمی از نیابت سلطنت پل بود. افسران ارشد نظامی نیز با این معاهده مخالف بودند و با بازگشت شاه در ۲۷ مارس کودتایی را آغاز کردند. ژنرال ارتش دوشان سیموویچ قدرت را به دست گرفت، نمایندگان وین را دستگیر، پل را تبعید کرد و دوره نیابت وی را پایان داد و به پادشاه پیتر ۱۷ ساله اختیارات کامل داد. سپس هیتلر تصمیم گرفت در ۶ آوریل ۱۹۴۱ به یوگسلاوی حمله کند و بلافاصله حمله به یونان جایی که قبلاً موسولینی شکست خورده بود.

### جنگ جهانی دوم
در ساعت ۵:۱۲ صبح ۶ آوریل ۱۹۴۱، نیروهای آلمانی، ایتالیایی و مجارستانی به یوگسلاوی حمله کردند. نیروی هوایی آلمان (لوفت وافه) بلگراد و دیگر شهرهای بزرگ یوگسلاوی را بمباران کرد. در ۱۷ آوریل، نمایندگان مناطق مختلف یوگسلاوی با پایان دادن به یازده روز مقاومت در برابر نیروهای متجاوز آلمان، در بلگراد با آلمان آتش‌بس بستند. بیش از ۳۰۰۰۰۰ افسر و سرباز یوگسلاوی اسیر شدند.
نیروهای محور یوگسلاوی را اشغال و آن را تقسیم کردند. دولت مستقل کرواسی به عنوان یک دولت دست نشانده نازی‌ها تأسیس شد، حکومت توسط نیروهای شبه نظامی فاشیستی شناخته شده به عنوان اوستاشه که در سال ۱۹۲۹ به وجود آمد، اما در فعالیت‌های آن تا سال ۱۹۴۱ نسبتاً محدود بود. سربازان آلمانی بوسنی و هرزگوین و همچنین بخشی از صربستان و اسلوونی را اشغال کردند، در حالی که سایر مناطق این کشور توسط بلغارستان، مجارستان و ایتالیا اشغال شد. از سال ۱۹۴۱ تا ۴۵، رژیم اوستائی کرواسی حدود ۵۰۰۰۰۰ نفر را به قتل رساند، ۲۵۰٬۰۰۰ نفر را اخراج کرد، و ۲۰۰٬۰۰۰ نفر دیگر را کاتولیک کرد.
از همان ابتدا، نیروهای مقاومت یوگسلاوی از دو جناح تشکیل شده بودند: پارتیزان یوگسلاوی به رهبری کمونیست‌ها و چتنیک‌های سلطنت طلب، که گروه نخست فقط در کنفرانس تهران (۱۹۴۳) توسط متفقین به رسمیت شناخته شد. رهبری چتنیک‌های کاملاً طرفدار صربستان را دراشا میهاجلوویچ برعهده داشتند، در حالی که پارتیزانهای طرفدار یوگسلاوی توسط یوسیپ بروز تیتو هدایت می‌شدند.
پارتیزان‌ها یک مبارزات چریکی را آغاز کردند که به بزرگ‌ترین ارتش مقاومت در اروپای غربی و مرکزی اشغالی تبدیل شد. چتنیک‌ها در ابتدا توسط دولت سلطنتی تبعیدی و متفقین مورد حمایت قرار می‌گرفتند، اما به زودی بیش از آنکه به نیروهای اشغالگر محور متمرکز شوند، بیشتر به مبارزه با پارتیزان‌ها پرداختند. با پایان جنگ، جنبش چتنیک به یک نیروی شبه نظامی وطن فروش ناسیونالیست صربی تبدیل شدند که کاملاً به منابع متحدان وابسته بودند. اما پارتیزانهای بسیار پرکار، جنگ چریکی خود را با موفقیت زیادی ادامه دادند. مهم‌ترین پیروزی در برابر نیروهای اشغالگر نبردهای نرتوا و سوتجسکا بود.
در ۲۵ نوامبر ۱۹۴۲، شورای ضد فاشیست آزادی ملی یوگسلاوی در بیهاچ، واقع در بوسنی و هرزگوین امروزی، تشکیل شد. شورا مجدداً در ۲۹ نوامبر ۱۹۴۳ در یایسه، این نیز واقع در بوسنی و هرزگوین امروزی، تشکیل جلسه داد و اساس سازماندهی پس از جنگ کشور را ایجاد کرد و یک فدراسیون تأسیس کرد (این تاریخ پس از جنگ به عنوان روز جمهوری جشن گرفته می‌شد).
پارتیزان‌های یوگسلاو توانستند متحدان را از صربستان در سال ۱۹۴۴ و بقیه یوگسلاوی را در سال ۱۹۴۵ آزاد کنند. ارتش سرخ کمک‌های محدودی برای آزادسازی بلگراد انجام داد و پس از پایان جنگ عقب‌نشینی کرد. در ماه مه ۱۹۴۵، پارتیزان‌ها پس از تصرف تریسته و مناطقی از استان‌های اشتیریا و کارینتیا در جنوب اتریش، در خارج از مرزهای یوگسلاوی سابق با نیروهای متفقین دیدار کردند. با این حال، پارتیزان‌ها در ژوئن همان سال تحت فشار شدید استالین، که نمی‌خواست درگیری با سایر متفقین ایجاد شود، از تریسته خارج شدند.
تلاش غربی‌ها برای پیوستن مجدد پارتیزان‌ها، که برتری دولت قدیم پادشاهی یوگسلاوی را انکار می‌کردند، و مهاجران وفادار به پادشاه منجر به توافق‌نامه تیتو-شوباشیج در ژوئن ۱۹۴۴ شد. با این حال، مارشال یوسیپ بروز تیتو کنترل را در دست داشت و مصمم بود که یک دولت مستقل کمونیستی را اداره کند. وی از پشتیبانی مسکو و لندن برخوردار بود و قوی‌ترین حزب پارتیزنی را با ۸۰۰۰۰۰ نفر رهبری می‌کرد.
برآورد رسمی قربانیان یوگسلاوی پس از جنگ یوگسلاوی طی جنگ جهانی دوم ۱٫۷۰۴٫۰۰۰ نفر است. داده‌های بعدی جمع‌آوری داده‌ها در دهه ۱۹۸۰ توسط مورخان ولادیمیر شرواویچ و بوگولوب کوشوویچ نشان داد که تعداد واقعی کشته شدگان حدود ۱ میلیون نفر بود.

## جمهوری فدرال سوسیالیستی یوگسلاوی
دومین کشور با نام یوگسلاوی، جمهوری فدرال سوسیالیستی یوگسلاوی بود. این نام، نخستین بار توسط جنبش مقاومت پارتیزان‌های یوگسلاو در دوران جنگ جهانی دوم به‌کار رفت. این کشور در سال ۱۹۴۶ و زمانی که حکومتی کمونیستی در آنجا ایجاد شد، به جمهوری فدرال خلق یوگسلاوی تغییر نام داد ولی در سال ۱۹۶۳ دوباره به همان جمهوری فدرال سوسیالیستی یوگسلاوی تغییر نام داد. این کشور، بزرگ‌ترین حکومت یوگسلاو بود چون که ایستریا، ریکا و زادار هم پس از جنگ جهانی دوم به یوگسلاوی افزوده شدند. جمهوری فدرال سوسیالیستی یوگسلاوی، از شش جمهوری سوسیالیستی و دو استان سوسیالیستی خودمختار تشکیل می‌شد که عبارتند از:
| نام                                                                                           | پایتخت                      | پرچم | نشان ملی | موقعیت |
| --------------------------------------------------------------------------------------------- | --------------------------- | ---- | -------- | ------ |
| جمهوری سوسیالیستی بوسنی و هرزگوین                                                             | سارایوو                     |      |          |        |
| جمهوری سوسیالیستی کرواسی                                                                      | زاگرب                       |      |          |        |
| جمهوری سوسیالیستی مقدونیه                                                                     | اسکوپیه                     |      |          |        |
| جمهوری سوسیالیستی مونته‌نگرو                                                                   | تیتوگراد، امروزه پودگوریتسا |      |          |        |
| جمهوری سوسیالیستی صربستان استان سوسیالیستی خودمختار کوزوو استان سوسیالیستی خودمختار وویوودینا | بلگراد پریشتینا نووی ساد    |      |          |        |
| جمهوری سوسیالیستی اسلوونی                                                                     | لیوبلیانا                   |      |          |        |

## جمهوری فدرال یوگسلاوی
پس از فروپاشی اتحاد جماهیر شوروی، جمهوری فدرال سوسیالیستی یوگسلاوی هم در جریان جنگ‌های یوگسلاوی تجزیه شد و تنها دو جمهوری صربستان و مونته‌نگرو باقی‌ماندند که تا سال ۲۰۰۳ با نام جمهوری فدرال یوگسلاوی شناخته می‌شدند (سومین کشور با نام یوگسلاوی). در سال ۲۰۰۳، جمهوری فدرال یوگسلاوی رسماً منحل شد و نام یوگسلاوی به تاریخ پیوست. سپس، حکومتی غیر فدرال برسر کار آمد. بدین ترتیب، نام این کشور رسمًا به صربستان و مونته‌نگرو تغییر یافت و به ۴ بخش اصلی صربستان، وویوودینا، کوزوو و مونته‌نگرو تقسیم شد. سرانجام در ۳۱ مه ۲۰۰۶، همه‌پرسی استقلال در مونته‌نگرو برگزار شد و ۵۵٫۵٪ شرکت‌کنندگان، رأی به استقلال مونته‌نگرو دادند.

## ساختار زبان
جنگ‌های دههٔ ۹۰ میلادی بر ساختار زبان صربی‌کرواتی، تأثیر چندانی نداشت؛ آنچه تغییر یافت تنها نام زبان بود. بیست سال پیش از جدایی کرواسی از یوگسلاوی پیشین، نام زبان صربی‌کرواتی به نام کرواتی تغییر یافت و این نشانگر آن بود که نوعی خصومت و عدم تفاهم میان صاحبان این زبان مشترک وجود دارد. زبان‌شناسان کروات بر تفاوت‌های بسیار میان زبان صربی و کرواتی تأکید می‌کردند. به همین علت استفاده از واژگان نوین یا واژه‌های بسیار قدیمی، در میان مردم تبلیغ و ترویج می‌شد. تأثیر دخالت‌های آشکار سیاسی بر افتراق میان این دو زبان، غیرقابل انکار است. آن هنگام که در کرواسی بر وجود زبان مستقل کرواتی، پافشاری می‌گردید، در صربستان همچنان از واژهٔ زبان صربی‌کرواتی استفاده می‌شد. زبان‌شناسان کروات به علت شیفتگی به استقلال همچنان بر نام زبان کروات، تأکید می‌کردند، ولی صرب‌ها به علت از دست ندادن ارتباطات میان صرب‌های منطقه، در استفاده از واژهٔ زبان صربی‌کرواتی اصرار داشتند. پس از فروپاشی یوگسلاوی پیشین، این دلایل و انگیزه‌ها، اهمیت خود را از دست دادند. صرب‌های بوسنی و کرواسی، از استفاده از واژهٔ صربی‌کرواتی پرهیز کردند و بر زبان صربی تأکید نمودند و سپس صربستان و مونته‌نگرو نیز این چنین کرد. استفاده از نام زبان صربی در صربستان، چندان توجهٔ مردم یا محافل ادبی را جلب نکرد. هر چند نام زبان صربی‌کرواتی کمتر به گوش می‌رسید اما زبان صربی، مهر تأییدی بود بر هویت ملی صرب. به عبارتی زبان صربی، شکل گرفته از زبان مردمی صرب است اما زبان کرواتی برآمده از زبان مردمی کرواسی نیست.